# نهائي دوري أبطال أوروبا 2020
نهائي دوري أبطال أوروبا 2020 هي المباراة النهائية لدوري أبطال أوروبا 2019–20، الموسم الخامس والعشرون من بطولة أوروبا الممتازة لأندية لكرة القدم التي ينظمها الاتحاد الأوروبي لكرة القدم، والموسم الثامن والعشرون منذ أن أعيدت تسميته من كأس الأندية الأوروبية البطلة إلى دوري أبطال أوروبا. لُعبت المباراة يوم 23 أغسطس 2020 على ملعب دا لوز في لشبونة عاصمة البرتغال، بين ناديي باريس سان جيرمان الفرنسي وبايرن ميونخ الألماني في أول نهائي يجمع بين الفريقين. وكان كلا الفريقين يسعى لتحقيق الثلاثية بعد أن ضمنا جميع الألقاب المحلية للموسم وهو ما سبق أن حدث في نهائيي 2010 و2015. وأُقيمت المباراة خلف أبواب مغلقة بسبب جائحة فيروس كورونا في أوروبا.
كان من المقرر في الأصل أن يُقام النهائي على ملعب أتاتورك الأولمبي في إسطنبول، تركيا، في 30 مايو 2020. ولكن أعلن الاتحاد الأوروبي لكرة القدم في 23 مارس 2020 أن المباراة النهائية تم تأجيلها بسبب جائحة فيروس كورونا. في 17 يونيو 2020، اختارت اللجنة التنفيذية للاتحاد الأوروبي لكرة القدم نقل المباراة النهائية إلى لشبونة، كجزء من «بطولة الثمانية النهائية» التي تتكون من مباريات خروج المغلوب من مباراة واحدة لعبت في ملعبين في جميع أنحاء المدينة. كانت المباراة هي الأولى على الإطلاق في نهائي كأس أوروبا / دوري أبطال أوروبا التي تُلعب يوم الأحد، والأولى منذ 2009 التي لا تُلعب يوم السبت. كانت أيضًا هذه أول مباراة نهائية في تاريخ المسابقة تقام بعد شهر يونيو.
فاز بايرن ميونخ بالنهائي 1–0 بهدف في الدقيقة 59 سجله كينغسلي كومان لاعب باريس سان جيرمان السابق، ليحقق البايرن لقبه السادس في دوري الأبطال وثاني ثلاثية في تاريخه. بالإضافة إلى ذلك، أصبح بايرن أول فريق يحقق مسابقة أوروبية بسجل فوز 100٪. كفائز، حصل بايرن على الحق في اللعب ضد الفائز في الدوري الأوروبي 2019–20، إشبيلية، في كأس السوبر الأوروبي 2020. تأهلوا أيضًا لكأس العالم للأندية 2020؛ بايرن فاز بكليهما ليكمل السداسية التاريخية.

## الفريقين
في الجدول التالي، كانت النهائيات حتى عام 1992 في حقبة كأس أوروبا، منذ عام 1993 كانت في حقبة دوري أبطال أوروبا.
| الفريق           | ظهور الفريق في نهائيات دوري أبطال أوروبا السابقة (الخط الغليظ يشير لسنة الفوز) |
| ---------------- | ------------------------------------------------------------------------------ |
| باريس سان جيرمان | لا يوجد                                                                        |
| بايرن ميونخ      | 10 (1974، 1975، 1976، 1982، 1987، 1999، 2001، 2010، 2012، 2013)                |

## المكان

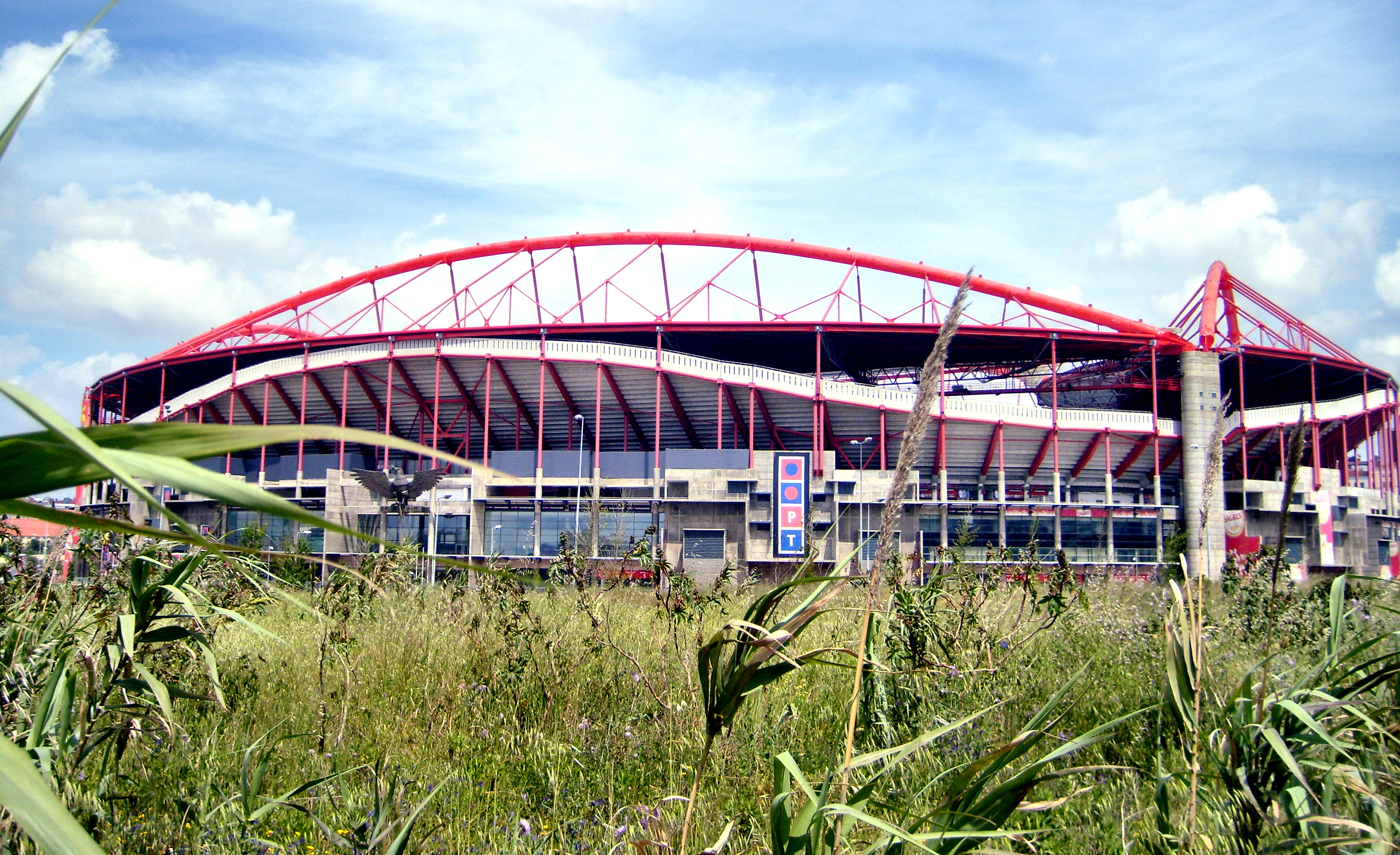
ملعب المباراة النهائية بين ناديي بايرن ميونخ وباريس سان جيرمان

اختارت اللجنة التنفيذية للاتحاد الأوروبي لكرة القدم المكان – المعروف رسميًا باسم ملعب سبورت لشبونة بنفيكا – في اجتماعهم في 17 يونيو 2020. هذه هي المباراة النهائية الثانية لدوري أبطال أوروبا التي يتم استضافتها في الملعب؛ كان الأول في 2014، عندما حصل ريال مدريد على لقبه العاشر بفوزه على أتلتيكو مدريد 4–1 في أول نهائي على الإطلاق بين فرق من نفس المدينة.
الملعب الرئيسي لفريق بنفيكا البرتغالي منذ عام 2003، أعيد بناؤه لاستضافة خمس مباريات من بطولة أمم أوروبا 2004، بما في ذلك المباراة النهائية. قبل هدمه في عام 2003، لإفساح المجال للأرض الجديدة التي تبلغ سعتها 65,000 متفرج، استضاف ملعب دا لوز الأصلي نهائي كأس الكؤوس الأوروبية 1992، حيث فاز فيردر بريمن على موناكو 2–0، ونهائي الإياب من كأس الاتحاد الأوروبي عام 1983. النهائي، حيث ضمن أندرلخت التعادل 1–1 مع بنفيكا ليحقق اللقب.
كما استضافت لشبونة نهائي كأس أوروبا 1967، عندما فاز نادي سلتيك الإسكتلندي على إنتر ميلان الإيطالي 2–1 على الملعب الوطني. استضافت العاصمة البرتغالية أيضًا نهائي كأس الاتحاد الأوروبي لعام 2005 على ملعب جوزيه ألفالادي، الذي خسره سبورتينغ لشبونة 3–1 أمام سيسكا موسكو.

## الطريق إلى النهائي
ملاحظة: في جميع النتائج أدناه، يتم إعطاء النتيجة للمتأهل للمباراة النهائية أولاً (د: داخل الأرض؛ خ: خارج الأرض؛ م: أرض محايدة).
| م | الفريق           | لعب | نقاط |
| - | ---------------- | --- | ---- |
| 1 | باريس سان جيرمان | 6   | 16   |
| 2 | ريال مدريد       | 6   | 11   |
| 3 | كلوب بروج        | 6   | 3    |
| 4 | غلطة سراي        | 6   | 2    |

| م | الفريق              | لعب | نقاط |
| - | ------------------- | --- | ---- |
| 1 | بايرن ميونخ         | 6   | 18   |
| 2 | توتنهام هوتسبير     | 6   | 10   |
| 3 | أولمبياكوس          | 6   | 4    |
| 4 | النجم الأحمر بلغراد | 6   | 3    |

## ما قبل المباراة

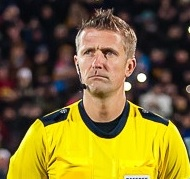
الإيطالي دانييلي أورساتو كان حكم النهائي.

### هوية النهائي
تم الكشف عن الهوية الأصلية لنهائي دوري أبطال أوروبا 2020 في قرعة مرحلة المجموعات في 29 أغسطس 2019.

### سفير النهائي
سفير نهائي إسطنبول الأصلي هو الدولي التركي السابق حميد ألتينتوب، الذي احتل المركز الثاني في دوري أبطال أوروبا 2009–10 مع بايرن ميونخ بالإضافة إلى فوزه بكأس إنترتوتو 2003 و2004 مع شالكه.

### المسؤولون
في 20 أغسطس 2020، عين الاتحاد الأوروبي لكرة القدم الإيطالي دانييلي أورساتو حكماً للمباراة النهائية. أورساتو هو حكم دولي منذ عام 2010، وكان سابقاً الحكم الرابع في نهائي الدوري الأوروبي 2019. كان أيضًا مساعدًا لحكم الفيديو المساعد في نهائي كأس العالم 2018. كان أيضًا حكمًا مساعدًا إضافيًا في بطولة أمم أوروبا 2016 وحكم الفيديو المساعد في كأس العالم 2018. وسينضم إليه أربعة من رفاقه، منهم لورينزو مانجانيلي وأليساندرو جيالاتيني كمساعد حكم، وماسيميليانو إيراتي كمساعد فيديو للحكم وماركو غويدا كمساعد حكم لحكم الفيديو المساعد. الحكم الرابع هو أوفيديو هاتسيغان الروماني، بينما الإسبانيان روبرتو دياز بيريز ديل بالومار وأليخاندرو هرنانديز هرنانديز سيكونان مسؤولي دعم حكم الفيديو المساعد في التسلل وتقنية حكم الفيديو المساعد، على التوالي.

## المباراة

### التفاصيل
تم تحديد الفريق «المضيف» (لأغراض إدارية) من خلال قرعة إضافية أجريت في 10 يوليو 2020 (بعد قرعة ربع النهائي ونصف النهائي)، في مقر الاتحاد الأوروبي لكرة القدم في نيون، سويسرا.
| باريس سان جيرمان | 0–1   | بايرن ميونخ |
| ---------------- | ----- | ----------- |
|                  | تقرير | كومان 59'   |

| باريس سان جيرمان | بايرن ميونخ |

| GK         | 1  | كيلور نافاس              |     |     |
| RB         | 4  | تيلو كيرر                |     |     |
| CB         | 2  | تياغو سيلفا              | 83' |     |
| CB         | 3  | بريسنيل كيمبيمبي         |     |     |
| LB         | 14 | خوان بيرنات              |     | 80' |
| CM         | 21 | أندير هيريرا             |     | 72' |
| CM         | 5  | ماركينيوس                |     |     |
| CM         | 8  | لياندرو باريديس          | 52' | 65' |
| RF         | 11 | أنخيل دي ماريا           |     | 80' |
| CF         | 7  | كيليان مبابي             |     |     |
| LF         | 10 | نيمار                    | 81' |     |
| البدلاء:   |    |                          |     |     |
| GK         | 16 | سيرخيو ريكو              |     |     |
| GK         | 30 | مارسين بولكا             |     |     |
| DF         | 20 | لايفن كورزاوا            | 86' | 80' |
| DF         | 22 | عبدو ديالو               |     |     |
| DF         | 25 | ميتشل باكر               |     |     |
| DF         | 31 | كولين داغبا              |     |     |
| MF         | 6  | ماركو فيراتي             |     | 65' |
| MF         | 19 | بابلو سارابيا            |     |     |
| MF         | 23 | يوليان دراكسلر           |     | 72' |
| MF         | 27 | إدريسا غي                |     |     |
| FW         | 17 | إريك ماكسيم تشوبو-موتينغ |     | 80' |
| FW         | 18 | ماورو إيكاردي            |     |     |
| المدرب:    |    |                          |     |     |
| توماس توخل |    |                          |     |     |

| GK             | 1  | مانويل نوير       |       |     |
| RB             | 32 | يوزوا كيميش       |       |     |
| CB             | 17 | جيروم بواتينغ     |       | 25' |
| CB             | 27 | دافيد ألابا       |       |     |
| LB             | 19 | ألفونسو ديفيز     | 28'   |     |
| CM             | 6  | تياغو             |       | 86' |
| CM             | 18 | ليون غوريتسكا     |       |     |
| RW             | 22 | سيرج غنابري       | 52'   | 68' |
| AM             | 25 | توماس مولر        | 90+4' |     |
| LW             | 29 | كينغسلي كومان     |       | 68' |
| CF             | 9  | روبرت ليفاندوفسكي |       |     |
| البدلاء:       |    |                   |       |     |
| GK             | 26 | زفن أولرايش       |       |     |
| GK             | 39 | رون توربين هوفمان |       |     |
| DF             | 2  | ألفارو أودريوزولا |       |     |
| DF             | 4  | نيكلاس زوله       | 56'   | 25' |
| DF             | 5  | بنجامين بافار     |       |     |
| DF             | 21 | لوكاس هيرنانديز   |       |     |
| MF             | 8  | خافي مارتينيز     |       |     |
| MF             | 10 | فيليبي كوتينيو    |       | 68' |
| MF             | 11 | ميكائيل كويزانس   |       |     |
| MF             | 14 | إيفان بيريشيتش    |       | 68' |
| MF             | 24 | كورينتين توليسو   |       | 86' |
| FW             | 35 | جوشوا زيركزي      |       |     |
| المدرب:        |    |                   |       |     |
| هانس ديتر فليك |    |                   |       |     |

| رجل المباراة: كينغسلي كومان (بايرن ميونخ) الحك المساعد: لورينزو مانجانيلي (إيطاليا) أليساندرو جيالاتيني (إيطاليا) الحكم الرابع: أوفيديو هاتسيغان (رومانيا) تقنية الفار: ماسيميليانو إيراتي (إيطاليا) مساعد حكم الفيديو المساعد: ماركو غويدا (إيطاليا) مساعد حكم فيديو التسلل: روبرتو دياز بيريز ديل بالومار (إسبانيا) دعم حكم الفيديو المساعد: أليخاندرو هرنانديز هرنانديز (إسبانيا) | قواعد المباراة - 90 دقيقة - 30 دقيقة وقت إضافي إذا لزم الأمر - ركلات ترجيح إذا كانت النتيجة لا تزال تعادل - اثنا عشر لاعب بديل - الحد الأقصى المسموح له بالتبديلات هو خمسة تبديلات، مع السماح بسادس في الوقت الإضافي |

## الإحصائيات
| الإحصائيات           | باريس سان جيرمان | بايرن ميونخ |
| -------------------- | ---------------- | ----------- |
| الأهداف المسجلة      | 0                | 0           |
| مجموع التسديدات      | 6                | 5           |
| التسديدات على المرمى | 2                | 1           |
| التصديات             | 1                | 2           |
| الاستحواذ            | 38%              | 62%         |
| الركنيات             | 2                | 2           |
| الأخطاء المرتكبة     | 8                | 9           |
| التسللات             | 1                | 0           |
| البطاقات الصفراء     | 0                | 1           |
| البطاقات الحمراء     | 0                | 0           |

| الإحصائيات           | باريس سان جيرمان | بايرن ميونخ |
| -------------------- | ---------------- | ----------- |
| الأهداف المسجلة      | 0                | 1           |
| مجموع التسديدات      | 3                | 7           |
| التسديدات على المرمى | 1                | 1           |
| التصديات             | 0                | 1           |
| الاستحواذ            | 40%              | 60%         |
| الركنيات             | 2                | 2           |
| الأخطاء المرتكبة     | 8                | 13          |
| التسللات             | 1                | 1           |
| البطاقات الصفراء     | 4                | 3           |
| البطاقات الحمراء     | 0                | 0           |

| الإحصائيات           | باريس سان جيرمان | بايرن ميونخ |
| -------------------- | ---------------- | ----------- |
| الأهداف المسجلة      | 0                | 1           |
| مجموع التسديدات      | 9                | 12          |
| التسديدات على المرمى | 3                | 2           |
| التصديات             | 1                | 3           |
| الاستحواذ            | 39%              | 61%         |
| الركنيات             | 4                | 4           |
| الأخطاء المرتكبة     | 16               | 22          |
| التسللات             | 2                | 1           |
| البطاقات الصفراء     | 4                | 4           |
| البطاقات الحمراء     | 0                | 0           |

## بعد المباراة
بهذا الفوز، ضمن بايرن ميونخ لقبه السادس في دوري أبطال أوروبا ليتعادل مع ليفربول، خلف ريال مدريد (13 لقبًا) وميلان (7 ألقاب). كما فاز بايرن أيضًا بلقب الدوري الألماني وكأس ألمانيا، ليحصل على ثاني ثلاثية بعد موسم 2012–13. كانت هذه هي المرة التاسعة التي يحرز فيها فريق أوروبي الثلاثية، وكان بايرن ميونخ ثاني فريق يفوز بها مرتين فقط بعد برشلونة في موسم 2008–09 وموسم 2014–15.
نال لاعب باريس سان جيرمان السابق كينغسلي كومان، الذي سجل هدف الفوز للبايرن، جائزة أفضل لاعب في المباراة. أصبح بايرن أيضًا أول فريق يفوز بأي مسابقة أوروبية برقم قياسي في الانتصارات، حيث خرج منتصرًا في جميع المباريات الإحدى عشرة التي لعبها في البطولة.
مع الفوز، حصل ستة لاعبين من بايرن على لقبهم الثاني في دوري الأبطال، وهم: دافيد ألابا، وجيروم بواتينغ، وخافي مارتينيز، وتوماس مولر ومانويل نوير فازوا سابقًا مع النادي في 2013، وتياغو مع برشلونة في 2011. كانت هذه المباراة هي الأقل تسجيلاً في نهائيات دوري أبطال أوروبا منذ نسخة 2003، والتي انتهت بالتعادل السلبي بدون أهداف بين يوفنتوس وميلان.
بعد المباراة، اشتبك مشجعو باريس سان جيرمان مع شرطة مكافحة الشغب في باريس، بما في ذلك الشانزلزيه وبالقرب من بارك دي برينس. تم إشعال السيارات، وتعرضت المباني للهجوم، وإطلاق مشاعل ومفرقعات على الشرطة بعد استخدام الغاز المسيل للدموع لتفريق المشجعين.

## الملاحظات
1. 1 2  تم لعب باقي المسابقة، التي أقيمت في أغسطس 2020، خلف أبواب مغلقة بسبب جائحة فيروس كورونا في أوروبا.[14]
2. ↑  تم منح كل فريق ثلاث فرص فقط لإجراء التبديلات، مع فرصة رابعة في الوقت الإضافي، باستثناء التبديلات التي تم إجراؤها في الشوط الأول، قبل بدء الأشواط الإضافية وفي الشوط الأول في الوقت الإضافي.

## وصلات خارجية
- دوري أبطال أوروبا (الموقع الرسمي)